# Taroua
Taroua est un village du Cameroun situé dans la Région du Nord, dans le département du Faro. Administrativement, il est intégré à l'arrondissement de Poli, chef-lieu du Faro, et au lamidat de Voko.

## Population
Lors du recensement de 2005 réalisé par le Bureau central des recensements et des études de population (BUCREP), 59 habitants y ont été dénombrés.

## Climat
Taroua bénéficie d'un climat tropical avec une saison des pluies qui a lieu durant l'été.

## Infrastructures
Le Plan communal de développement de Poli recense un puits dans le village de Taroua.